# R5 (groupe)
Pour les articles homonymes, voir R5.
R5 est un groupe de musique américain composé de Riker Lynch, Rydel Lynch, Rocky Lynch, Ross Lynch et Ellington Ratliff formé en 2009 et arrêté en 2018, pour laisser place à The Driver Era (Ross & Rocky Lynch).

## Histoire

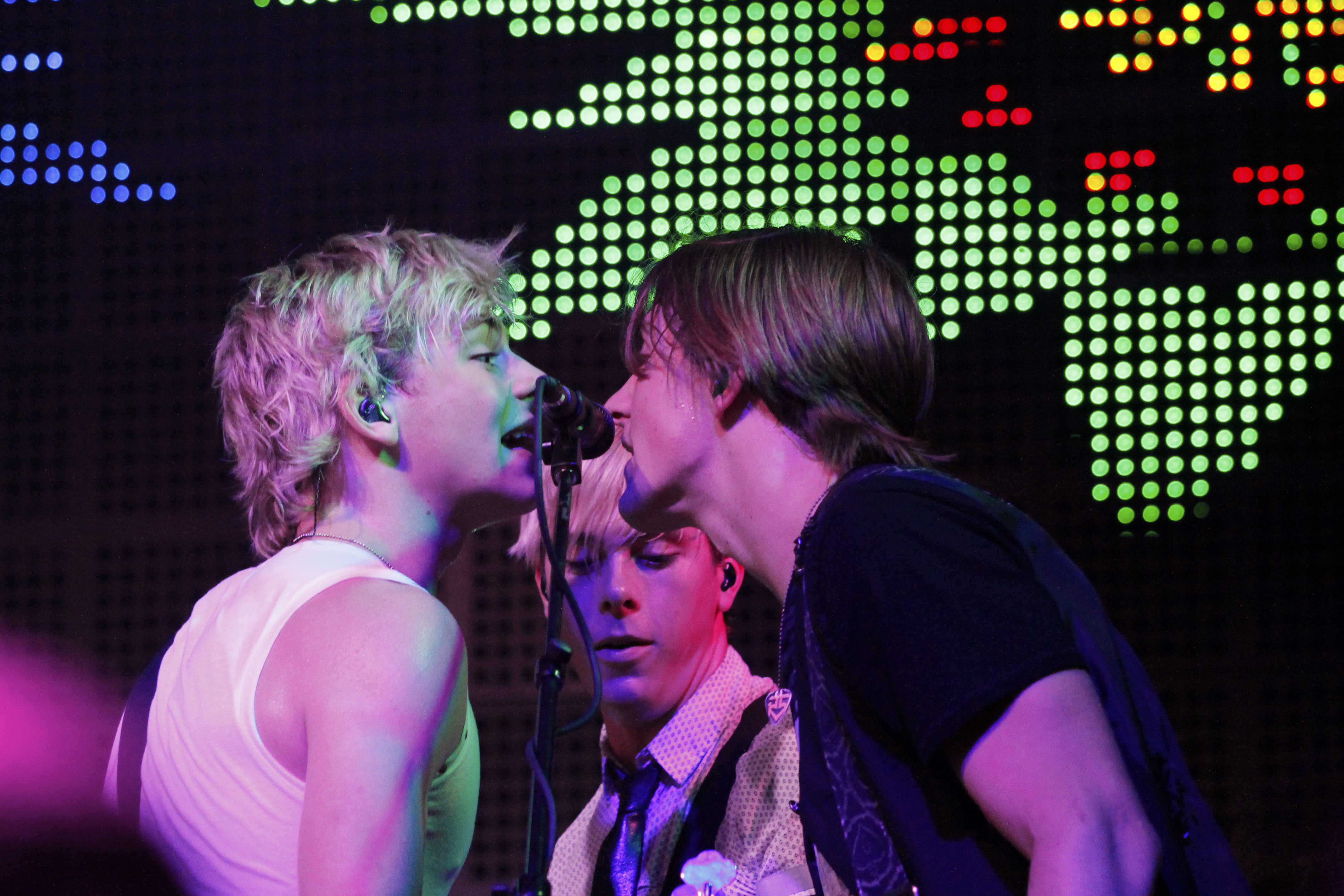
Ross, Riker et Rocky

R5 est constitué d'un groupe de quatre frères et sœurs (Riker, Rydel, Rocky, Ross) nés à Littleton, au Colorado, ainsi que Ellington Ratliff. Ils ont nommé leur groupe familial R5 quand ils étaient très jeunes. En 2008, la famille déménage à Los Angeles pour permettre à Riker d'engager une carrière d'acteur. En octobre 2009, la famille rencontre Ellington Ratliff et l'intègre au groupe.

### 2009 - 2011
En 2010, le groupe sort un EP intitulé Ready Set Rock, composé de chansons écrites principalement par Riker, Rocky, Rydel, bande entraîneur E-Vega, et l'entraîneur compositeur vocal, Mauli B.

### 2012LoudetLouder
En 2012, la popularité du groupe augmente en raison du rôle vedette de Ross dans la sitcom Austin & Ally et du rôle de Riker dans la série dramatique musicale Glee. En avril 2012, 
Tout au long de l'année jusqu'à la fin de 2012 les R5 enregistrent leur premier EP Loud, en 2013. L'une des quatre chansons sur l'EP Here Comes Forever a été écrite par Riker, Rocky et Ross. L'album suivant, Louder sort en France en 2014.

## Membres
- Riker Lynch, né le 8 novembre 1991, est compositeur, musicien, acteur, danseur, chanteur et bassiste du groupe. En 2015, il est candidat de Dancing with the Stars 20 sur la chaîne américaine AB.
- Rydel Lynch, née le 9 août 1993 est une chanteuse, danseuse et Youtubeuse.  Elle rencontre ses fan au cours de RydelTea Party qu'elle organise dans le monde entier.
- Rocky Lynch, né le 1er novembre 1994 est chanteur dans le groupe.
- Ross Lynch, né le 29 décembre 1995 est auteur-compositeur, chanteur, acteur, musicien et danseur. Il joue dans la série Austin & Ally. Il joue également de la guitare rythmique et a co-écrit plusieurs chansons avec le groupe.
- Ellington Ratliff, né le 14 avril 1993 est chanteur et batteur pour les R5, et également acteur.

## Discographie

### EP
- 2010 : Ready Set Rock (Sans maison de disque)
- 2013 : Loud (Hollywoods Records)
- 2014 : Heart Made Up on You (Hollywoods Records)
- 2017 : New Addictions (Hollywood Records )

### Album
- 2013 : Louder (Hollywoods Records)
- 2015 : Sometime Last Night (10 juillet 2015 dans le monde)

### Singles
- 2010 : Say You'll Stay (Sans maison de disque)
- 2013 : Loud (Hollywoods Records)
- 2013 : Pass Me By (Hollywoods Records)
- 2013 : (I Can't) Forget About You (Hollywoods Records)[1]
- 2014 : Heart Made Up on You (Hollywoods Records)
- 2014 : Smile (Hollywoods Records)
- 2015 : All Night (Hollywoods Records)
- 2015 : Dark Side
- 2017 : If
- 2017 : Hurts Good

### Films
- All day all night, 2015

## Concerts/Tournées
- 2012 : R5 West Coast Tour
- 2012 : R5 East Coast Tour
- 2013 : LOUD Tour
- 2013 : Dancing Out My Pants Tour
- 2014 : Louder Tour 2014
- 2015-2016 : Sometime Last Night World Tour
- 2017 : New Addictions World Tour

## Nominations et récompenses
| Année | Récompense                | Catégorie                             | Travail    | Résultat   |
| ----- | ------------------------- | ------------------------------------- | ---------- | ---------- |
| 2013  | Radio Disney Music Awards | Meilleur groupe                       | Eux-mêmes  | Nomination |
| 2013  | Radio Disney Music Awards | Meilleure performance acoustique      | Loud       | Nomination |
| 2014  | Radio Disney Music Awards | Meilleure chanson pour voyager        | Pass Me By | Nomination |
| 2014  | Radio Disney Music Awards | Meilleure chanson Rock avec votre BFF | Loud       | Nomination |
| 2014  | Radio Disney Music Awards | Meilleur groupe                       | Eux-mêmes  | Lauréat    |
| 2014  | Radio Disney Music Awards | Bouchon de spectacle                  | Eux-mêmes  | Lauréat    |
| 2015  | Radio Disney Music Awards | Chanson qui vous fait le plus sourire | Smile      | Nomination |
| 2015  | Radio Disney Music Awards | Les Fans les plus fiers               | R5Family   | Nomination |